# Fazul Abdullah Mohammed
Fazul Abdullah Mohammed (Moroni, 25 febbraio o 25 dicembre 1974 – Mogadiscio, 8 giugno 2011) è stato un terrorista comoriano.
Conosciuto con una serie innumerevole di pseudonimi, tra i quali Fadhil Haroun, Abu Seif Al Sudani, o Sadak al Hadj (come era chiamato a Mogadiscio), è stato a capo di Al-Qaida nell'Africa dell'Est e leader militare del gruppo insurrezionalista somalo Al-Shabaab. Poliglotta (parlava arabo, inglese, francese, swahili, comoriano e somalo) e abile nel travestimento, è sfuggito per quasi dieci anni all'FBI, nonostante il Governo degli Stati Uniti avesse messo sulla sua testa una taglia di 5 milioni di dollari.

## Biografia
Fazul ha passato la sua infanzia a Moroni, capitale delle Isole Comore, dove ha conosciuto l'educazione coranica delle madrasa. Parte poi per il Pakistan per studiare informatica, ma da lì attraversa il confine afgano e va ad addestrarsi nell'arte della guerriglia insieme a Osama Bin Laden. Divenuto ormai un membro importante di al-Qaida, nel corso degli anni novanta Fazul si muove tra Kenya, Tanzania e Somalia per formare ed addestrare nuove cellule terroristiche nella zona. Fazul è stato la mente degli attentati che il 7 agosto 1998 colpirono le ambasciate statunitensi di Nairobi e Dar es Salaam, facendo 223 morti e circa 4 000 feriti.
Era inoltre implicato nel duplice attentato anti-israeliano di Mombasa del 28 novembre 2002 e nel traffico di diamanti insanguinati con la Sierra Leone, i cui profitti hanno finanziato gli attentati dell'11 settembre 2001. Nel 2002, a Fazul viene assegnato il comando delle operazioni di al-Qaida in Africa dell'Est. Si stabilisce in Somalia, prima in un campo di addestramento vicino a Ras Kamboni, dove nel gennaio 2007 sfugge all'attacco di un AC-130U della United States Air Force, poi a Mogadiscio. Qui dirige le attività militari del gruppo al-Shabaab, intensificando gli attacchi contro le zone della città controllate dal Governo Federale di Transizione.
Nella notte dell'8 giugno 2011, di ritorno da un viaggio in Sudafrica, Fazul e altri due terroristi sbagliano strada e vengono fermati a un posto di blocco dai soldati del GFT. I tre si mettono a sparare all'impazzata e ne consegue uno scontro a fuoco con i militari somali che si conclude con l'uccisione di Fazul e di uno dei suoi compagni. I soldati non riconoscono subito il corpo di Fazul, che era in possesso di un passaporto sudafricano con la sua foto ma intestato a Daniel Robinson. La vera identità del cadavere viene scoperta solo tre giorni dopo dai servizi di intelligence americani.